# Питер Лучак
Питер Лучак (енгл. Peter Luczak, пољ. Piotr Łuczak; рођен 31. августа 1979. у Варшави, Пољска) је бивши аустралијски тенисер који је свој најбољи пласман у синглу достигао 12. октобра 2009. када је заузимао 64. место на АТП листи.

## Каријера
У Аустралију је дошао 1980, када је имао девет месеци, након што су његови родитељи eмигрирали из Пољске. Са шест година почео је да игра тенис у који га је увео отац Крис. Идоли током одрастања били су му Матс Виландер и Иван Лендл. Током јуниорске каријере играо је у другом колу Отвореног првенства Аустралије 1997.
У периоду од 1998. до 2001. играо је колеџ тенис на државном универзитету у Фрезну (Калифорнија). У сезони 2000/2001. имао је најдужи низ победа у историји свог универзитета (27) док није поражен у првом колу NCAA тениског првенства у Атенсу (Џорџија). Каријеру је завршио са односом 108–35, што је највећи број победа у синглу у историји Фресно стејта. 2001. је добио награду за сениорског играча године (Ted A. Farnsworth/ITA National Senior Player of the Year).
У мају 2001. је постао професионалац. Највеће успехе постигао је на челенџерима а освојио их је деветнаест (дванаест у синглу и седам у дублу). На АТП турнирима у појединачној конкуренцији најдаље је стигао до полуфинала, 2005. на турниру у Сао Паулу (у првом колу је савладао 17. тенисера света Фернанда Гонзалеза). Поред тога има и два финала у дублу, оба у Буенос Ајресу, 2008. и 2010. Најбоље резултате на гренд слемовима остварио је у Аустралији где је у два наврата долазио до трећег кола, 2003. и 2006.
Био је члан Дејвис куп репрезентације Аустралије за коју је одиграо десет мечева у синглу (4–6).
Са Полом Хенлијем освојио је златну медаљу у мушком дублу на Играма Комонвелта 2010. у Делхију.
На Отвореном првенству Аустралије 2012. објавио је да се повлачи из професионалног бављења тенисом. Наредне три године је радио као тренер и спаринг партнер Лејтону Хјуиту да би потом постао тренер младим Аустралијанцима Марку Полмансу и Блејку Моту. Вративши се из спортске пензије, са Полмансом је освојио два турнира: 2015. фјучерс у Леку (Италија) и 2016. челенџер у Талахасију (Флорида).
Лучакова омиљена подлога била је шљака а ударац форхенд.

## Приватни живот
Отац Крис је инжењер машинства а мајка Ева (сада у пензији) брине се о домаћинству. Питер има две сестре: старију, Аги и млађу, Олу, која је играла тенис на Универзитету у централној Флориди. Питер је ожењен Швеђанком Катарином Квекфелд са којом има сина Себастијана (рођен 4. јуна 2006) и ћерку Мили (рођена 12. марта 2009)
Његови омиљени хобији су: голф, пецање, читање књига, трке коња и аустралијски фудбал (подржава клуб Есендон).

## АТП финала

### Парови: 2 (0–2)
| Легенда                        |
| ------------------------------ |
| Гренд слем турнири (0–0)       |
| Завршно првенство сезоне (0–0) |
| АТП мастерс 1000 (0–0)         |
| АТП 500 (0–0)                  |
| АТП 250 (0–2)                  |

| Финала по подлози |
| ----------------- |
| Тврда (0–0)       |
| Шљака (0–2)       |
| Трава (0–0)       |

| Финала по локацији |
| ------------------ |
| Отворено (0–2)     |
| Дворана (0–0)      |

| Исход     | Бр. | Датум             | Турнир                      | Подлога | Партнер       | Противници                        | Резултат              |
| --------- | --- | ----------------- | --------------------------- | ------- | ------------- | --------------------------------- | --------------------- |
| Финалиста | 1.  | 24. фебруар 2008. | Буенос Ајрес, Аргентина     | Шљака   | Вернер Ешауер | Агустин Каљери Луис Орна          | 0–6, 7–6(8–6), [2–10] |
| Финалиста | 2.  | 21. фебруар 2010. | Буенос Ајрес, Аргентина (2) | Шљака   | Симон Гројл   | Себастијан Пријето Орасио Зебаљос | 6–7(4–7), 3–6         |